# Kenneth Pedersen
 Der er flere personer med dette navn, se Kenneth Pedersen (flertydig).
Kenneth Pedersen (født 1. november 1968 i København) er generalløjtnant og chef for Forsvarsstaben og viceforsvarschef i Danmark. Han blev udnævnt 15. november 2019, efter siden 2017 at have været chef for operationsstaben. I 2019 var han gennem syv måneder tillige fungerende Hærchef.

## Eksterne referencer
- CV (Webside ikke længere tilgængelig) på forsvaret.dk, besøgt 14. november 2019.